# Naumanniola varians
Naumanniola varians är en stekelart som beskrevs av Boucek 1988. Naumanniola varians ingår i släktet Naumanniola och familjen finglanssteklar. Inga underarter finns listade i Catalogue of Life.